# 阿热莱斯巴涅尔
阿热莱斯巴涅尔（法語：Argelès-Bagnères，法語發音：[aʁʒəlɛs baɲɛʁ]）是法国上比利牛斯省的一个市镇，位于该省东南部，属于巴涅尔德比戈尔区。

## 地理
阿热莱斯巴涅尔（43°5'25"N, 0°11'56"E）面积2.62 平方千米，位于法国奧克西塔尼大區上比利牛斯省，该省份为法国西南部内陆省份，北至热尔省，西接大西洋比利牛斯省，南与西班牙接壤，东临上加龙省。
与阿热莱斯巴涅尔接壤的市镇（或旧市镇、城区）包括：锡约塔、巴涅尔德比戈尔、卡斯蒂永、梅里约、于泽尔。

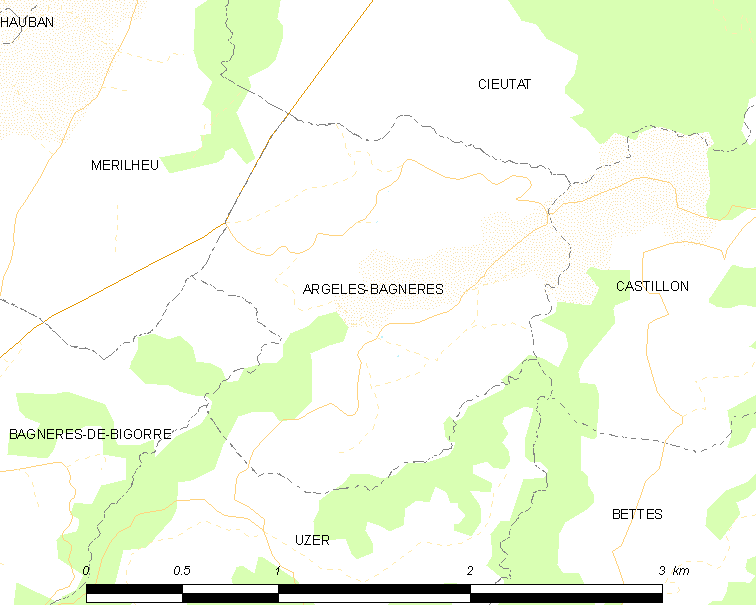
阿热莱斯巴涅尔的OSM定位图

阿热莱斯巴涅尔的时区为UTC+01:00、UTC+02:00（夏令时）。

## 行政
阿热莱斯巴涅尔的邮政编码为65200，INSEE市镇编码为65024。

## 政治
阿热莱斯巴涅尔所属的省级选区为阿罗斯河与巴伊斯河谷县。

## 人口

1962-2008年间阿热莱斯巴涅尔人口变化图示

阿热莱斯巴涅尔于2022年1月1日时的人口数量为103人。